# Beitem
Beitem is een dorp op grondgebied van Rumbeke, een deelgemeente van de stad Roeselare in de Belgische provincie West-Vlaanderen. Het ligt ruim vier kilometer ten zuiden van het stadscentrum, aan de steenweg van Roeselare naar de stad Menen (N32). Het ligt op de grens met de buurgemeenten Moorslede en Ledegem.

## Geschiedenis
Tot ca. 1860 was hier een gehucht bestaande uit hutten, genaamd de Koolbrandershoek. Het werd bewoond door families van voornamelijk bezemmakers met een armoedige levenswijze. Pieter Lansens beschreef dit in 1841 als volgt:
"Moorslede, eene parochie in de provincie Westvlaenderen tusschen Yperen en Rousselaere gelegen, beteekent eenen weg die waerschynelyk voor de reyzigers in oude tyden zeer gevaerlyk was, omdat er in die omstreek vele bosschen waren, waerin dikwyls moorders en struykroovers schuylden, die hunne handen door moordery en roof op de openbare wegen bezoedelden (...). Om te bewyzen dat zulks geene ongegronde gissing is, heeft er nog, in de voorledene eeuw, eenen zoo genoemden Koolbrandershoek bestaen, alwaer er in de bosschen zeer woeste en roofzuchtige menschen woonden."
Tot in tweede helft van de 19e eeuw was er een gehucht met de naam De Meerlaan dat iets meer noordelijker langs de Meensesteenweg lag. De familie Beheydt schonk in 1865 grond voor de bouw van een kerk die werd ingewijd als hulpkerk in 1866. Als eerbetoon aan de familie werd het gebied in de volksmond Beheydthem genoemd. Het duurde nog tot 1889 vooraleer een eigen katholieke parochie, genoemd naar Sint-Godelieve, werd erkend onder de naam Beitem. Tijdens de Eerste Wereldoorlog leden de kerk en de pastorie zware schade. De kerk werd in 1922 heropgebouwd.
Beitem kreeg in 1889 een station langs pas aangelegde spoorlijn Roeselare-Menen. Na de afschaffing van het reizigersverkeer bleef het stationsgebouw bestaan en werd een woning.

## Bezienswaardigheden
- De Sint-Godelievekerk.
- Een voormalige Duitse militaire post uit de Eerste Wereldoorlog, aan de Penemolenstraat 27.

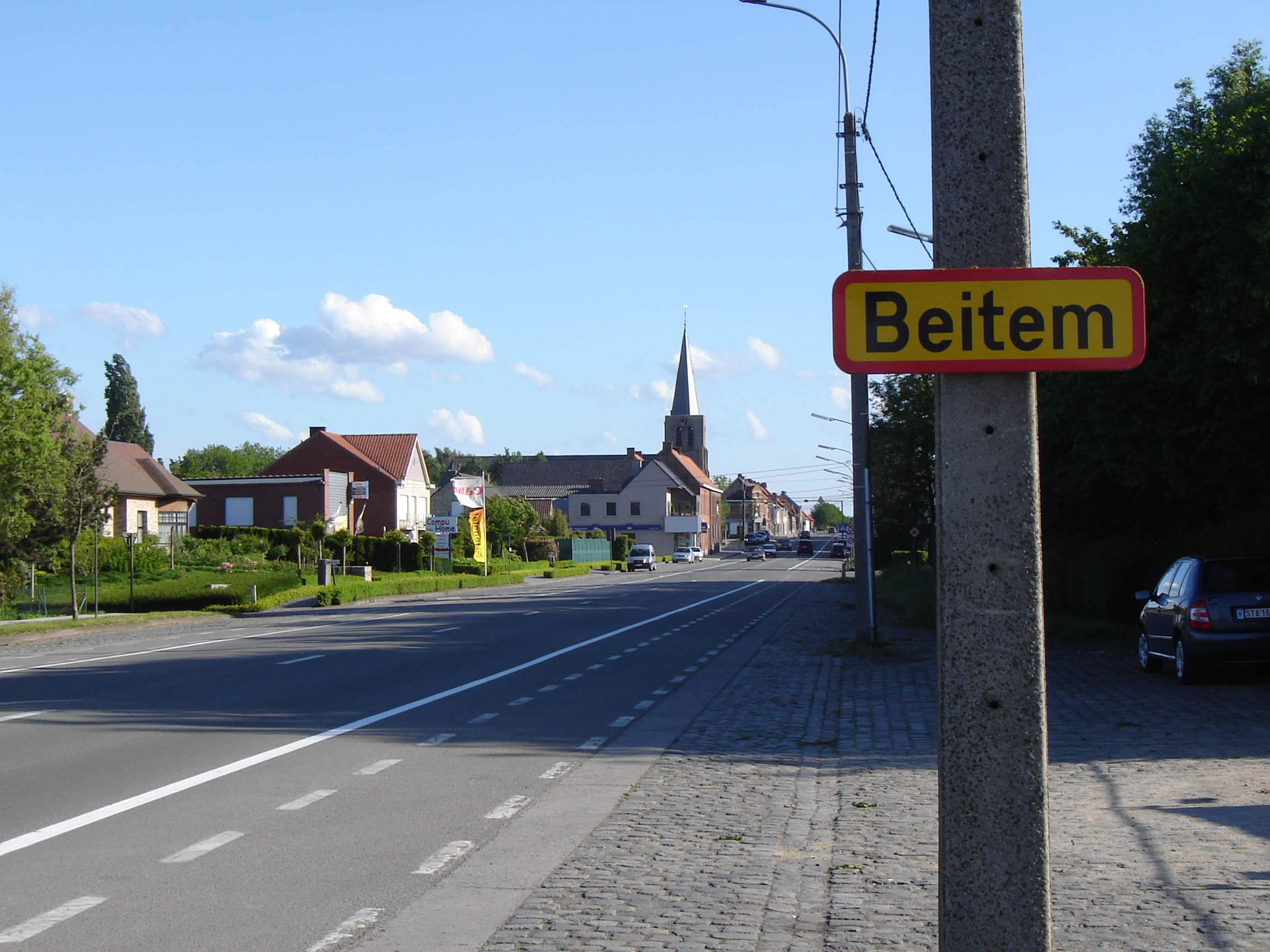
Beitem langs de Meensesteenweg
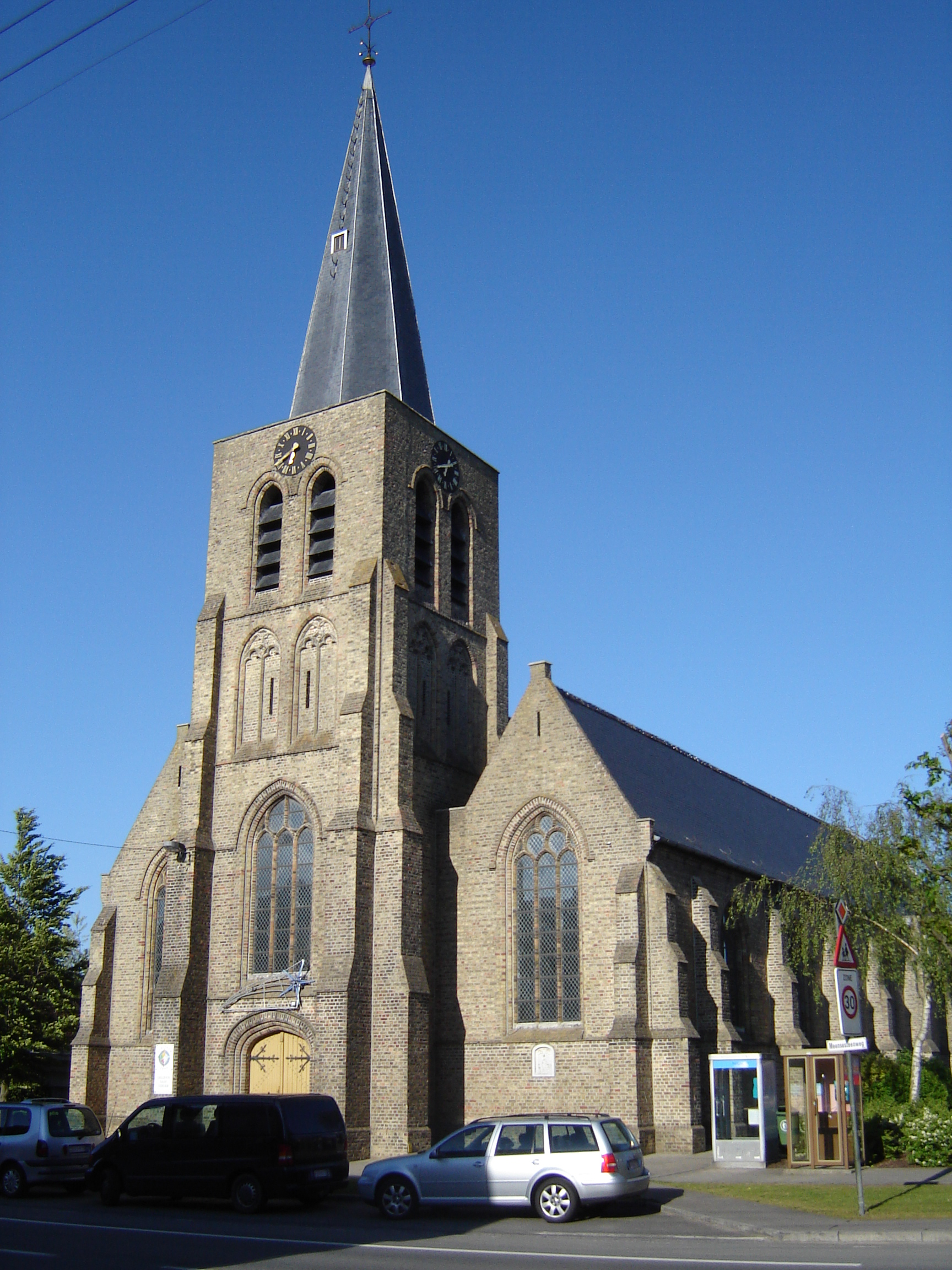
Sint-Godelievekerk

## Natuur en landschap
Beitem ligt in Zandlemig Vlaanderen op een hoogte van ongeveer 32 meter. De belangrijkste waterloop is de Papelandbeek.

## Nabijgelegen kernen
Moorslede, Dadizele, Ledegem, Zilverberg

## Trivia
Sint-Godelieve is de patroonheilige van Beitem.
Deelgemeenten: Beveren · Oekene · Roeselare · Rumbeke

Overige dorpen: Beitem · Zilverberg

Wijken en gehuchten: De Ruiter · Schiervelde

Belgische gemeenten · Arrondissement Roeselare · West-Vlaanderen · Vlaanderen